# 月球探勘者
月球勘探者號（台湾译为月球探勘者號）是NASA探索計畫中第三個行星探測任務。本計畫花費總共6280萬美金，任務時間19個月。月球探勘者是以低高度極軌道環繞月球的探測器。月球探勘者的主要任務是對月球表面物質組成、南北極可能的水冰沉積、月球磁場與重力場進行研究。1999年7月31日該衛星撞擊靠近月球南極點的撞擊坑結束任務；原本預期撞擊時揚起的表土可以檢測到水的存在，但並未成功。
月球探勘者號的資料讓科學家可以以此繪製月球表面組成礦物分布圖，並讓我們進一步了解月球的形成和演化。
月球探勘者號是由NASA的艾姆斯研究中心（Ames Research Center）主持；衛星承包商是洛克希德·馬丁。
月球探勘者也搭載了舒梅克－李維九號彗星發現人尤金·舒梅克博士（1928年4月28日－1997年7月18日）的部分骨灰。他是至今唯一葬在月球的人。

## 任務概況

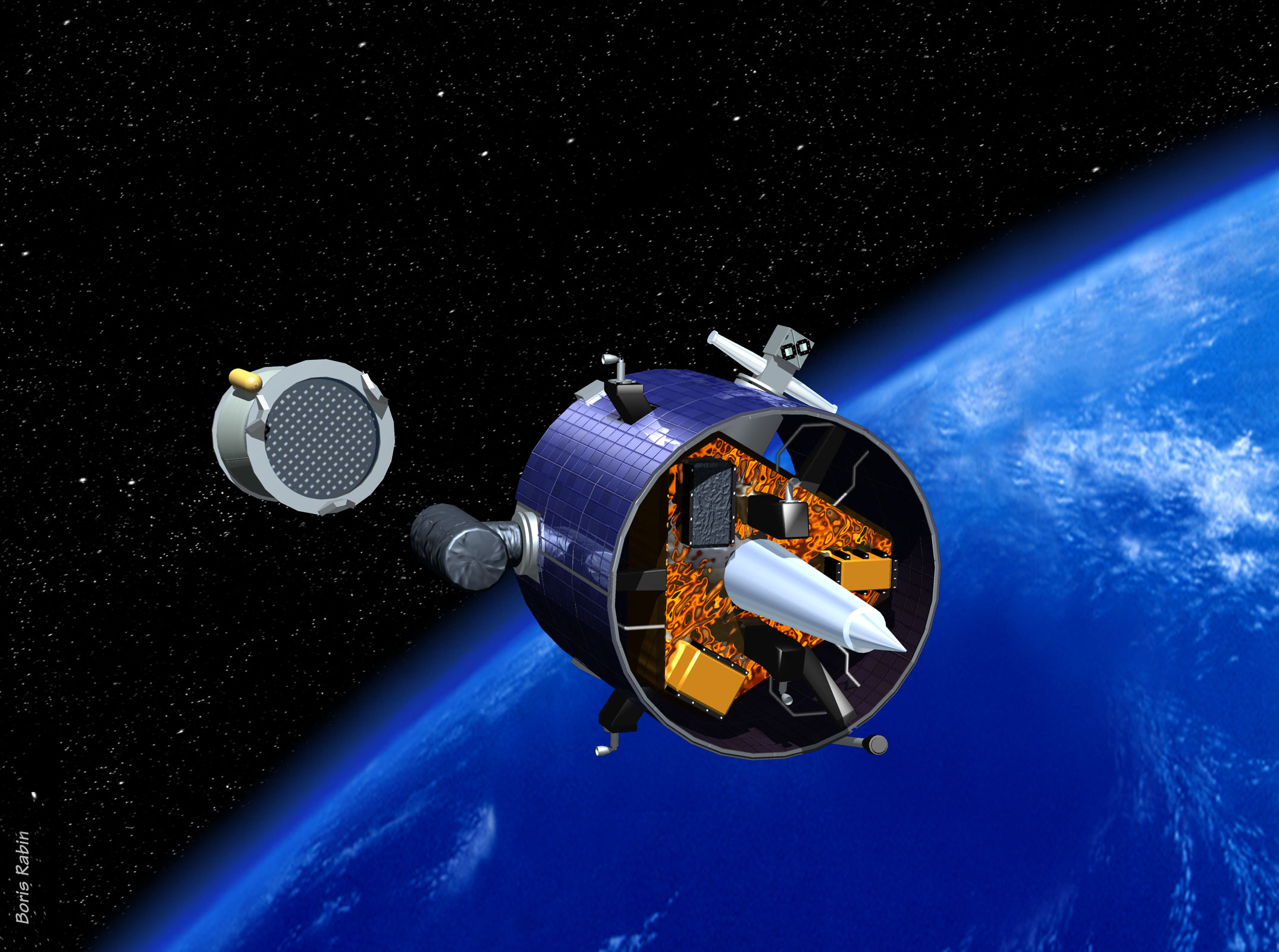
藝術家筆下的月球探勘者脫離火箭第四節後脫離地球軌道的情景。

月球探勘者於協調世界時1998年1月7日（當地時間1月6日）使用雅典娜二型火箭發射，前往月球耗時105小時。

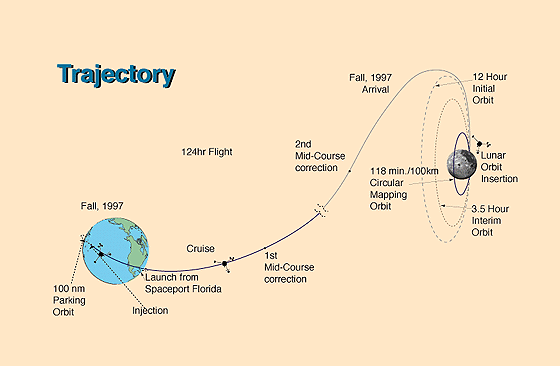
月球探勘者號的軌道。

月球探勘者的任務在協調世界時1999年7月31日9:52:02 UT （美東時間5:52:02 EDT）結束。月球探勘者結束任務時的撞擊目標是靠近月球南極點，太陽光無法照射到的舒梅克環形山 。原本預期月球探勘者號可以撞到撞擊坑底的冰，揚起水蒸氣使地球上的科學家觀測到；但撞擊後並未觀測到水蒸氣。

## 科學儀器
月球探勘者搭載六項科學酬載：伽瑪射線光譜儀、中子光譜儀、磁力計、電子反射儀、α 粒子光譜儀、都卜勒重力實驗儀。這六項儀器可以全方位觀測，不需要排觀測順序。正常狀態下儀器觀測結果會被連續記錄與傳送。

### 伽瑪射線光譜儀
月球探勘者的伽瑪射線光譜儀（Gamma Ray Spectrometer, GRS）進行了首次的全月球伽瑪射線光譜測量，這是首次「直接」測定全月球表面的化學組成。這些資料有效地讓科學家繪製了多種元素在月球表面的分布；例如確定數個富含鐵的區域。
GRS 的任務是提供全月球表面元素豐度的分布圖。GRS 被設計來記錄由以下機制產生的伽瑪射線光譜：
1. 月球表面元素的放射衰變。
2. 月球表面元素被宇宙射線和太陽風高能粒子撞擊。

GRS偵測到最重要的一些元素是會從衰變釋放伽瑪射線的鈾、釷和鉀。宇宙射線撞擊或太陽風高能粒子撞擊後釋放伽瑪射線的元素則有鐵、鈦、氧、矽、鋁、鎂和鈣。鈾、釷和鉀特別是在克里普礦物（KREEP）的分布區被找到；KREEP是一種含有鉀、稀土元素、磷的礦物，可能是在月球的月殼和上部月函形成的晚期形成的。GRS 也可以偵測快速（超熱）中子以在月球上找尋水的存在。
伽瑪射線的能量與釋放的元素種類有關。鈾、釷和鉀的測定精確度是7% 到 15%、鐵是45%、鈦是20%、KREEP 則是15% 到 30%。GRS可以在高度約100 km（62 mi）和表面解析度150 km（93 mi）的狀態下繪制全月球表面的元素分布圖。

### 中子光譜儀
中子光譜儀（Neutron Spectrometer, NS）的資料顯示有水冰存在於月球極區的撞擊坑內，預測的量約有30億公噸。
中子光譜儀可以探測到可能存在於月球的極少量水冰。月球集區有些撞擊坑是永遠在陰影底下，沒有太陽光照射，常年溫度在攝氏零下190度左右。這些撞擊坑可能可以收集從彗星和小行星來的水冰。中子光譜儀也可以探測來自太陽風的氫原子量。
熱中子是被宇宙射線激發能量的高能中子。熱中子如果撞擊到氫原子將會失去大量能量。中子光譜儀偵測到的中子數量將可以推測出在月殼上的氫原子數量與分布位置。大量的氫原子可能是因為水的存在。

### α 粒子光譜儀
α 粒子光譜儀（Alpha Particle Spectrometer, APS）在發射時五個感應面有一面損毀。此外，因為任務期間碰上太陽黑子活動高峰期，真正探測月球的資料被太陽干擾。 NASA曾經表示可以減去太陽活動造成的干擾，但實際上並沒有取得任何有效的觀測成果。
APS被設計用來探測自火星表面散逸出的氡。APS可偵測氡衰變時產生的α 粒子和衰變後產生的釙。在月球表面可能有氣體氡、氮和二氧化碳從月表下的縫隙溢出，被認為是月球極稀薄大氣層的氣體來源；有人推測這是低活動性的火山或板塊運動造成。相關資料也許可以幫助我們了解月殼的構造。

### 都卜勒重力實驗儀
都卜勒重力實驗儀（Doppler Gravity Experiment, DGE）是第一個繪製月球極區和低緯度區域重力場的任務。先前的克萊門汀號任務繪製的重力場圖解析度相對較低，月球探勘者號則可繪製約五倍解析度的重力場圖。繪製高解析度重力場圖的效益是可以讓長週期軌道更加穩定和更加的燃料利用效率。此外，該任務也被寄望可以讓研究人員更加了解月球的起源和月核特性。都卜勒重力實驗儀在月球的前半球確定了三個新發現的質量瘤。
都卜勒重力實驗儀的觀測目的是要了解月球表面和內部的質量分布。觀測方法是S-band電波到達地球時的都卜勒效應，再轉換成探測船的加速度。探測船加速度資料經處理後可以計算月球的重力場；尤其是月球表面的質量異常區域會影響探測船的軌道。計算月球表面和內部質量分布可以獲得月球表面、岩石圈以及內部結構的資訊。
該儀器是第一個在低軌道進行月球重力場測量的實驗。因為該實驗必須要配合電波的視線傳播性質，只有前半球的重力場可使用都卜勒效應測量出來。這個儀器是探測船進行S-band電波追蹤的副產品，因此沒有列出重量或功率的要求。該實驗在球諧函數模式下測量月球前半球的重力場解析度約200公里和5mGal。在延伸任務中，當探測船高度下降到50公里，以及之後的10公里時，預期解析度提升到100公里甚至更高。

### 電子反射儀和磁力計
電子反射儀和磁力計（Magnetometer and Electron Reflectometer, MAG/ER）可以偵測月球表面異常磁場，而月球缺乏全球性的磁場。月球的全球性磁場太過微弱，無法明顯改變太陽風的方向，但該儀器可以偵測月球表面的少量異常磁場。大約直徑100公里大小的異常區被認為是「太陽系內所知道最小的磁層、磁層鞘和弓形震波」。因為月球表面的磁場異常區等因素，由太陽風帶進月球表面沉積的氫分布並不平均，在磁場異常區周圍秘度較高。因為氫原子密度分布密集區是未來可能的月球基地設置地點，這些資訊對未來選擇月球基地最好地點相當有用。
電子反射儀和磁力計試用來收集月球磁場的資訊。月球沒有全球性磁場，但在表面部份區域有弱磁場。這些地區性的弱磁場可能是月球全球性磁場的殘餘或者是撞擊事件等地區性現象造成。該實驗幫助研究人員畫出月球表面磁場強度圖和提供月球磁場來源的資訊、對於月球表面礦物的分布作出可能的解釋、測定月球核心的體積和組成、以及提供月球磁場的磁偶極子資訊。
電子反射儀可以從測量發射光譜和電子運動方向了解磁場強度和位置。該儀器測量被月球磁場反射的太陽風內電子的螺旋角；越強的磁場可以使電子產生越大的螺旋角。儀器測量的精確度可以高達0.01nT，月球表面解析度約3公里。磁力計可以解析度100公里測量磁場的振幅和方向，當周圍的電漿擾動最小的時候。

## 外部連結
- . NASA.   [April 24, 2006]. （原始内容存档于2013-08-08）.
- . Lunar Prospector website. NASA.   [April 24, 2006]. （原始内容存档于2006年2月11日）.
- . Lunar Prospector website. NASA.   [April 24, 2006]. （原始内容存档于2005年12月26日）.
- . Lunar Prospector website. NASA.   [April 24, 2006]. （原始内容存档于2010年5月27日）.
- . Lunar Prospector website. NASA.   [April 24, 2006]. （原始内容存档于2008年5月31日）.
- . Lunar Prospector website. NASA.   [April 24, 2006]. （原始内容存档于2008年7月12日）.
- . Lunar Prospector website. NASA.   [April 24, 2006]. （原始内容存档于2013-08-06）.
- Lunar Prospector Mission Profile by NASA's Solar System Exploration
- Isbell, Douglas; Morse, David; Rische, Becky. . NASA. October 13, 1999  [April 24, 2006]. （原始内容 (txt)存档于2015-12-13）.
- Exploring the Moon: Lunar Prospector Mission （页面存档备份，存于）